# 库尔特·冯内古特
库尔特·冯内古特（又译作冯内果、冯尼格）（Kurt Vonnegut，Jr.，1922年11月11日—2007年4月11日），美国作家，黑色幽默文学代表人物之一。

## 生平
馮內果在1922年出生于印第安纳州印第安纳波利斯。曾在康乃爾大學取得化學學士學位。戰後於芝加哥大學取得人類學碩士學位，當時同在攻讀人類學的還有索爾·貝婁。
他著有十多本小说和许多的短文、评论，极受好评；曾被许多作家公认为美国现代科幻小说之父，英国作家格雷安·葛林亦曾公开推崇他为「美国当代最好的作家之一」。
冯内果的写作灵感多来自二次世界大战在德勒斯登战俘营逃过恐怖大轰炸的亲身经历。冯内果的《第五号屠宰场》被誉为是20世纪美国评等最优的小说之一，还有《猫的摇篮》和《王牌战将》都是脍炙人口的作品。
二次世界大战期间，在惨烈的突出部之役后，23岁的冯内果于1945年遭德军俘虏。冯内果被囚禁在德国东部萨克森州的德勒斯登战俘营时，德勒斯登遭英美联军发动大轰炸，冯内果与战俘躲在地下储肉室，整座城市在炮火烈焰中被烧成废墟，他是仅有幸存七名美军战俘之一。
此经历也成了他在1969年越战正如火如荼时出版《第五号屠宰场》故事的核心，小说出版后兴起一股阅读热潮。这本小说描述一名士兵躲在德勒斯登地下屠宰场「流离于时间之中」的超自然人文小说，首页一行纪念文写道「约莫所有的事就这么发生了」。
冯内果于1994年宣称「上帝已经要我停止写作」，但之后随即出版了半自传体的《时震》（Timequake），在书中他誓言绝不再提笔。不过他在接受访闻时谈到：「当一个作家垮掉、也就是当他真的被关进疯人院时，才是他真的无法再提笔的时候」。冯内果在宣布封笔退隐数年后的2002年，年届80岁的他，重新提笔进行新的写作计划，新小说的书名叫做《如果上帝仍在》（If God Were Alive Today），小说主角是一个出生于「婴儿潮」世代，在纽约从事脱口秀表演的喜剧演员。
这位幽默科幻和黑色喜剧著作创始人冯内果，在2007年3月间跌倒，伤及脑部，在2007年4月11日在纽约市病逝，享壽84岁。

## 作品
- 《泰坦星的海妖（英语：The Sirens of Titan）》（1959）。曾提名雨果獎。

- 《猫的摇篮》（1963）是黑色幽默的代表作之一。其背景是个虚构的岛国“山洛伦佐”。此国的统治者是宗教领袖博克侬和政治领袖、暴君麦克凯布，他们两人表面上势不两立，实际上互相利用，根本目的是要把社会推入巨大的恐怖之中。书中到处都有自相矛盾、违反学理的幽默，如博克侬填写表格时，在“业余活动”一栏里填写的是“活着”，而在“主要职业”下面填写的却是“死亡”。 曾提名雨果獎。

- 《第五號屠宰場》（1969）——黑色幽默的类科幻作品，以二次世界大战中遭盟军轰炸的德国城市德累斯顿的惨状拟题 （德累斯顿轰炸），在社会上引起争议，曾多次遭禁。后来成为黑色幽默的反战作品中的经典。

- 《冠军早餐》（1973）以虚构的科幻作家Kilgore的许多荒诞的短篇小说和他的遭遇，对人类的生存状态进行冷嘲热讽，但在戏谑中充满着作家严肃的真诚。以后现代主义的创作手法著称，描写了作者本人“进入小说干涉结局”的场景。全书充满着冯内古特的个人风格，堪称该风格的代表作。

- 《Wampeters , Foma & Granfslloons》(中譯：《此心不移》），馮內果的雜文集，包含一些他的演講稿。其中一篇<Invite Rita Rait to America!>（中譯：<邀請麗塔·萊特赴美訪問>)的文章內出現了「Formosa」（臺灣）這地名，以及相關於當時臺灣地區如何處理外國作品翻譯與著作權的事兒。

- 《囚鸟》（1979）以一个人的遭遇串起美国20世纪中期各个重大事件，包括麦卡锡主义、水门事件等，揭露美国社会的黑暗一面。

- 《时震》（1997）本人声称该书为封笔之作。写的是时间突然倒回了十年，而所有人不得不把这十年里发生的事情一模一样的再做一遍。作品中充满着后现代写作手法与辛辣的黑色幽默，《冠军早餐》中的Kilgore再次在这里出现，以他的短篇小说为作者“代言”。

- 《General Headquarters》（1950年代），作者創作的兩人棋類。[2]